# Stazione di Limone Piemonte
Stazione di Limone Piemonte vasútállomás Olaszországban, Limone Piemonte településen.

## Vasútvonalak
Az állomást az alábbi vasútvonalak érintik:
- Cuneo-Limone-Ventimiglia-vasútvonal

## Kapcsolódó állomások
A vasútállomáshoz az alábbi állomások vannak a legközelebb:
- Gare de Viévola
- Stazione di Vernante